# برلمان سيراليون
برلمان سيراليون (بالإنجليزية: Parliament of Sierra Leone)‏ هو الهيئة التشريعية في سيراليون، ويتكون من 124 مقعداً.

## أعلام
- ميلتون مارجاي